# Château de Montreuil-Bellay
Le château de Montreuil-Bellay est une vaste construction médiévale, plusieurs fois remaniée qui se dresse au cœur de l'ancienne ville close de Montreuil-Bellay dans le département de Maine-et-Loire.

## Historique

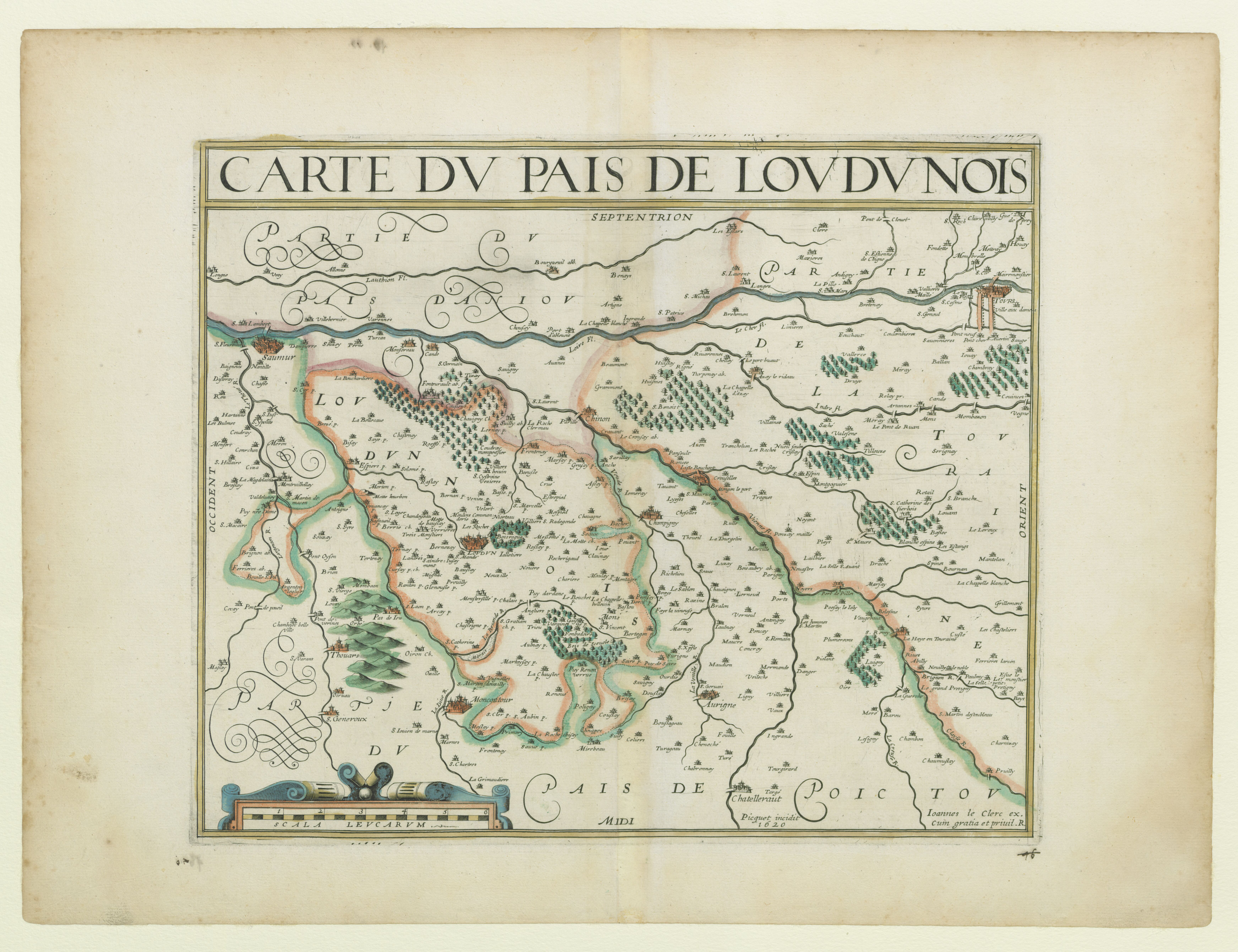
Carte du Pais de Loudinois
par Jean Picquet

À l'origine, Montreuil appartenait au pagus pictavensis et au diocèse de Poitiers. Le site se trouve au croisement de deux chemins importants pour la région :
- un premier chemin reliant Angers à Poitiers en passant par Loudun et Doué où se trouvait un palais carolingien. Il franchit le Thouet par un pont cité au IXe siècle,
- un second chemin reliant Le Mans, Saumur, passant en rive droite du Thouet sur le plateau, se poursuivant vers Thouars et le côte aquitaine.

Un moutier, monasteriolum, se trouvait à la tête du pont sur le Thouet. La présence de ce moutier a donné son nom à Montreuil.
C'est probablement l'importance de ce site qui a conduit le comte d'Angers, Foulque Nerra à s'en emparer et d'y établir un castrum sur un oppidum au XIe siècle qui permet d'assurer la sécurité le Loudunois acquis par son père contre les ducs d'Aquitaine, comtes du Poitou et surveiller les vicomtes de Thouars. La construction de ce château est la suite de la construction d'autres châteaux par Foulque Nerra, le château de Langeais à l'ouest de Tours, vers 994-995, le château de Montrichard vers 1005, puis le château de Montbazon pour s'opposer au comte de Blois, le château de Trèves, vers 1020, pour la prise de Saumur et préparer l'occupation du Saumurois. Le château de Montreuil-Bellay assure aussi la sécurité de ce château.

### Montreuil-Bellay et les descendants de Berlai, seigneurs de Montreuil
Foulque Nerra concède en 1025 le château en fief à son vassal appelé Berlay  (Berlai) (Ier), fils de Giraud (Ier). Berlay étant devenu Bellay, la cité a pris le nom de Montreuil-Bellay. Grécie, veuve de Berlay, s'est remariée vers 1050 avec le comte Geoffroy Martel. Des mariages entre les fils et les filles des différentes baronnies vont constituer une menace par le comte dont le pouvoir va faiblir avec le manque d'énergie et de décision de Foulque le Réchin. Foulques V d'Anjou et son fils Geoffroy le Bel vont entreprendre la lutte contre les barons. Le château de Montreuil-Bellay va subir deux sièges au XIIe siècle, le premier en 1124, mené par Foulque V le Jeune sans qu'on connaisse les raisons,. À la suite du siège, Foulque V a confisqué le château et sa seigneurie. Il lui a ensuite rendu ses terres. Berlai II a retrouvé la possession du château au moment du départ du comte pour la Terre sainte, en 1129. Berlai II est mort vers 1151.
Son fils Giraud II Berlai (1080-1155/1159) tente de se libérer de la tutelle des comtes d'Anjou avec l'accord implicite du roi de France, Louis VII le Jeune et fait partie de la coalition dirigée par Lisiard de Sablé contre le jeune Geoffroy Plantagenêt, en 1130. Il a un comportement de brigand, pillant les biens et rançonnant les gens travaillant pour le prieuré Saint-Aubin de Méron,, dépendance de l'abbaye Saint-Aubin d'Angers. Giraud II Berlai donne des terres à l'abbaye Saint-Nicolas d'Angers, sur lesquelles a été fondée l'abbaye d'Asnières en 1129. Le comte d'Anjou et duc de Normandie, Geoffroy Plantagenêt, de retour de croisade, fait construire en 1147 un château au Coudray-Macouard pour le surveiller, puis commence le siège de la place. La place défendue par Géraud II Berlai tombe en 1151, après un an de siège. Ce siège et la prise du château sont racontés dans deux chroniques. La première par le moine Jean de Marmoutier, vers 1170, qui explique que le comte est un lettré et connaît le livre de l'ingénieur romain du IVe siècle Végèce, De Re Militari (traité des stratagèmes) et, comme en Orient, il emploie les tours roulantes, les travaux de sape, les bombes incendiaires et expérimente l'utilisation d'un nouveau projectile incendiaire. La seconde rédigée peu après les faits par un moine de l'abbaye Saint-Serge d'Angers, précisant que le château a été pris en utilisant deux tours mobiles et six pierrières. Ces deux récits décrivent un château constitué par une tour en pierre très haute entourée de deux enceintes, un avant-mur et un profond fossé qu'il a fallu combler pour avancer les tours. La tour est rasée et Giraud II emprisonné. Il est libéré sept mois plus tard grâce à l'intervention du roi de France sous la protection duquel il s'était placé et a dû s'engager à ne pas reconstruire la tour ou une quelconque fortification.
Son fils, Berlai III ou IV (1123-vers 1211) est dans le proche entourage d'Henri II en 1162 à Saumur. Il a un frère, Giraud (vers 1112-vers1187), seigneur des Brosses. Berlai est marié à Marguerite de Thouars, il a plusieurs fils : Giraud III ; Berlai ; peut-être Hugues Ier, seigneur de La Brosse en Allonnes, depuis appelé Le Bellay, marié à X. de Cleers (Clees) ; et Jean. Giraud III et Berlai sont des donateurs du prieuré de Breuil-Bellay. Giraud a fait construire un château à Fosse-Bellay (Cizay-la-Madeleine). En 1194, Berlay III est un des hommes qui sont allés chercher le roi Richard Cœur de Lion à Spire où il venait d'être libéré par l'empereur Henri VI. Sa dernière charte connue date de 1211, probablement peu avant sa mort.

### Reconstruction du château

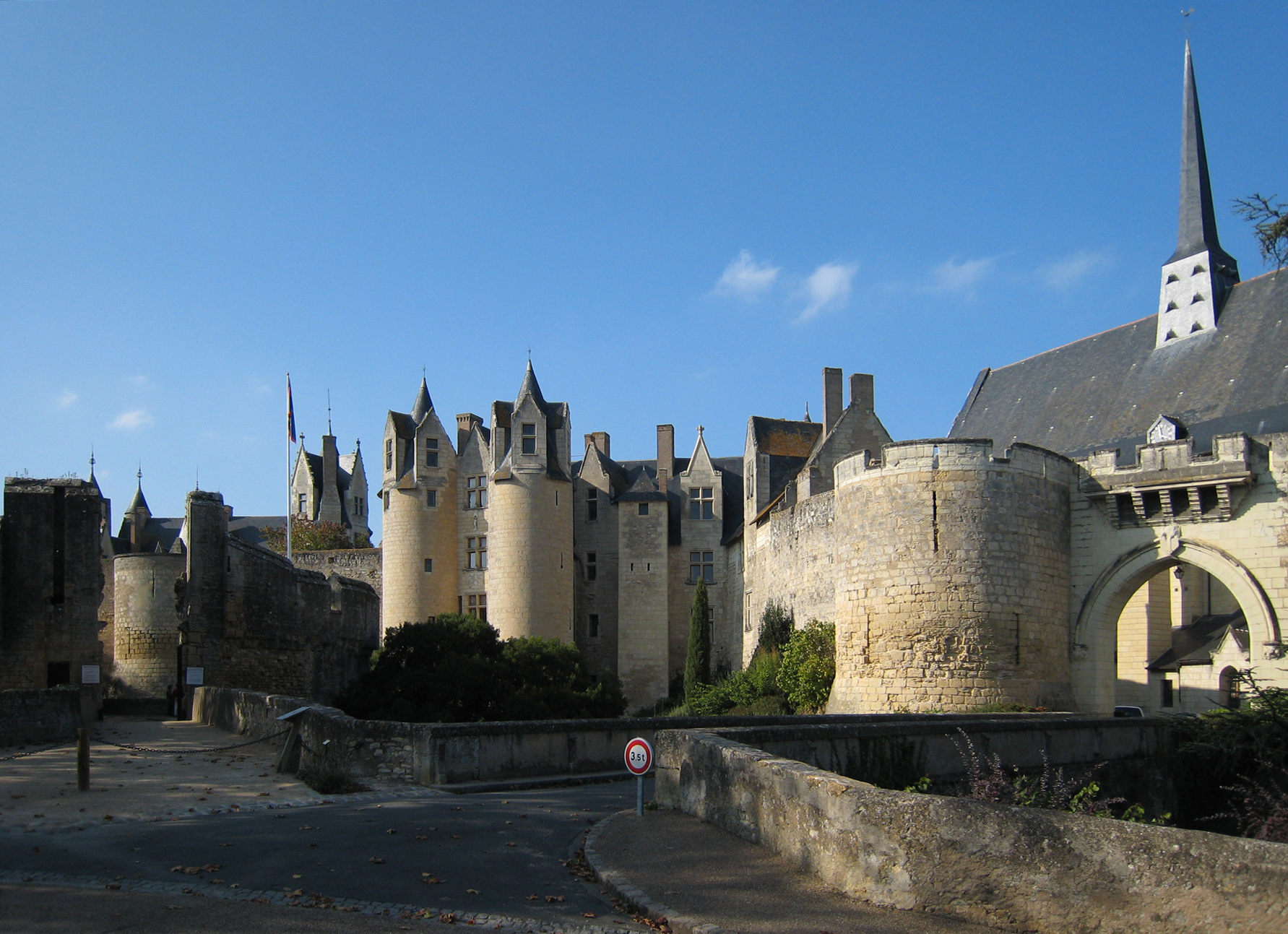
Enceinte, château et collégiale de Montreuil-Bellay.

Philippe II Auguste rattache le comté d'Anjou à la Couronne en 1205. Philippe Auguste fait deux expéditions contre le vicomte de Thouars qui s'était rapproché du roi d'Angleterre, en 1207 et 1208. Guillaume Le Breton indique que le roi a retenu sous sa garde un certain nombre de châteaux, dont probablement celui de Montreuil-Bellay. Un registre de la chancellerie de Philippe Auguste contient des devis pour des travaux dans les châteaux royaux entre 1204 et 1212. Bien que le château de Montreuil-Bellay n'appartienne pas au roi, il confie d'abord à un maître appelé Abelin la réalisation de travaux sur le château une partie des remparts remonte au XIIIe siècle. Dans une seconde série de devis, on apprend qu'un maître Eude doit utiliser pour la réalisation de travaux à Loudun un reliquat de cent livres sur les crédits alloués au château de Montreuil-Bellay.
Le devis des travaux commandés par Philippe Auguste pour le château de Montreuil-Bellay précise que le maître Abelin, maître maçon, et Gilbert le pionnier, maître terrassier, doivent construire onze tournelles et une porte pour 1 000 livres tournois. Pour 510 livres tournois, ils doivent creuser 220 toises de fossé de 40 pieds de large et au moins 20 pieds de profondeur, 80 toises de fossé du côté de l'eau, fermer toutes les douves sur leur pourtour, faire 105 toises de fossés de barbacane. Il est aussi prévu de construire un mur de 120 toises de 6 pids d'épaisseur et de 14 pieds de hauteur du côté de l'eau pour 190 livres tournois. D'autres travaux de maçonneries sont encore prévus dont un mur séparant la haute-cour de la basse-cour avec une grande bretêche de porte, une plateforme pour une pierrière. Le mur du château de 200 toises du grand bail avec de la  chaux et du mortier de 6 pieds d'épaisseur et de 18 pieds de haut avec des créneaux pour un prix de 700 livres tournois avec une poterne avec un chemin et un assommoir pour 50 livres tournois. Le coût total prévu payé par le trésor royal pour la construction du château est de 2 500 livres tournois,. Cette reconstruction comprend une tour maîtresse cylindrique située dans la cour près de la porte d'entrée.
Le roi Philippe Auguste est venu en 1208 au château de Montreuil-Bellay pour soumettre la baronnie de Montreuil. Giraud IV Berlay est rétabli dans la possession de Montreuil-Bellay grâce à l'attachement de la famille Berlay (Bellay) au roi de France. Louis VIII y est revenu en 1224 pour mener une expédition contre les barons poitevins dirigés par Aimery VII de Thouars et soutenus par le roi d'Angleterre Jean sans Terre.

### Le château de Montreuil-Bellay sous les vicomtes de Melun
En 1208, l'armée commandée par Henri Clément, maréchal de France, Adam II, vicomte de Melun, et Guillaume des Roches, sénéchal d'Anjou, est entrée victorieusement en Poitou en s'emparant de Mauléon et Thouars. C'est probablement au cours de cette campagne qu'a été envisagé le mariage d'Agnès (vers 1187/1190-1238), fille unique de Giraud III, avec Guillaume II, fils du vicomte de Melun Adam II.
Le château passe ensuite à la Maison de Melun par mariage d'Agnès Berlay (1187-1238) avec Guillaume II de Melun (vers 1190-1221), comte de Tancarville, sénéchal de Poitou. Les généalogistes du XVIIIe siècle donnent deux dates pour ce mariage, 1211 et 1217. Le mariage a dû être célébré vers 1211 car à la mort de Guillaume II, en 1221, elle a quatre enfants et sa troisième fille, Mathilde, s'est mariée en 1230 avec Anseau V de Traînel de Voisines. Agnès Berlay s'est remariée en 1224 avec Galeran II d'Ivry, puis après sa mort, avec Étienne II de Sancerre, en 1234, dont elle a eu Étienne III de Sancerre.
Pendant la guerre de Cent Ans, les seigneurs de Montreuil-Bellay combattent avec le roi de France. Les chevauchées anglaises commencent à partir de 1350 avec un point d'orgue avec la chevauchée du Prince noir, en 1356. Le château construit par Philippe Auguste n'avait pas été entretenu. Il est nécessaire de le renforcer. La ville n'a pas de remparts pour la protéger, aussi les habitants viennent se réfugier dans le château. Dès avant 1362, des douves sont creusées autour du Boille, basse-cour du château. Des « roches », habitats troglodytes, sont aménagées dans les douves La basse-cour est encombrée de constructions provisoires. La basse-cour haute protégée par l'enceinte du château est lotie en une multitude de logements loués. Les voûtes de la chapelle castrale s'effondrent en 1382. Une liste dressée en 1382 recense 150 logements. Un rempart avec la tour neuve du Boille près surveiller le pont sont construits pour protéger la basse-cour par Guillaume IV de Melun, entre 1382 et 1415. De l'autre côté est élevée la porte du moulin. La porte d'entrée construite par Philippe Auguste au milieu du front sud est modifiée. Des maisons de la ville sont incendiées par les Anglais en 1362. les premières mentions de portes pour l'enceinte urbaine apparaissent dans les textes en 1365-1366. Les comptes de la châtellenie mentionnent des travaux de réparation de la couverture de la tour maîtresse en 1365-1366. Des subsides sont accordées par le roi pour faire les aménagements du château et construire l'enceintre urbaine.

### Le château de Montreuil-Bellay et la famille d'Harcourt
Guillaume IV de Melun, comte de Tancarville et vicomte de Melun, est tué en 1415 à la bataille d'Azincourt. Sa fille, Marguerite de Melun (vers 1400-1440) se marie en 1417 avec Jacques II d'Harcourt-Montgommery (mort en 1425 ; cf. l'article Jean V). Le château passe donc à la Maison d'Harcourt-Montgommery. De cette union sont nés Marie d'Harcourt (1420-1464) et Guillaume d'Harcourt (mort en 1484), comte de Tancarville et seigneur de Montreuil-Bellay, qui a été marié en secondes noces avec Yolande de Laval, belle-sœur de René d'Anjou. Guillaume d'Harcourt et Yolande de Laval ont fait d'importants travaux dans les châteaux de Montreuil-Bellay et de Tancarville entre 1445 et 1480. Guillaume d'Harcourt a deux filles, Marie d'Harcourt, morte vers 1488 sans alliance, et Jeanne d'Harcourt, morte en 1488, comtesse de Tancarville et dame de Montreuil-Bellay, mariée à René II de Lorraine. Elle lègue ses domaines à son cousin François Ier d'Orléans-Longueville (1447-1491 ; fils de Marie d'Harcourt, † 1464). Sa tante, Marie d'Harcourt († 1464), héritière de la branche des Harcourt, barons de Montgommery et de Parthenay, sires de Varenguebec et connétables de Normandie, seigneurs de Montreuil-Bellay, princes de Châtelaillon, vicomtes de Melun et d'Abbeville, comtes de Tancarville, s'est mariée en 1439 avec Jean de Dunois (Jean d'Orléans de Longueville). Leur fils François Ier d'Orléans-Longueville (1447-1491) va en hériter après la mort de Jeanne d'Harcourt, le château et la seigneurie passent donc ensuite aux ducs d'Orléans-Longueville.
Guillaume IV d'Harcourt, seigneur de Montreuil-Bellay entre 1448 et 1484, marié à Péronelle d'Amboise (morte en 1450) puis à Yolande de Laval en 1453, va modifier le château :

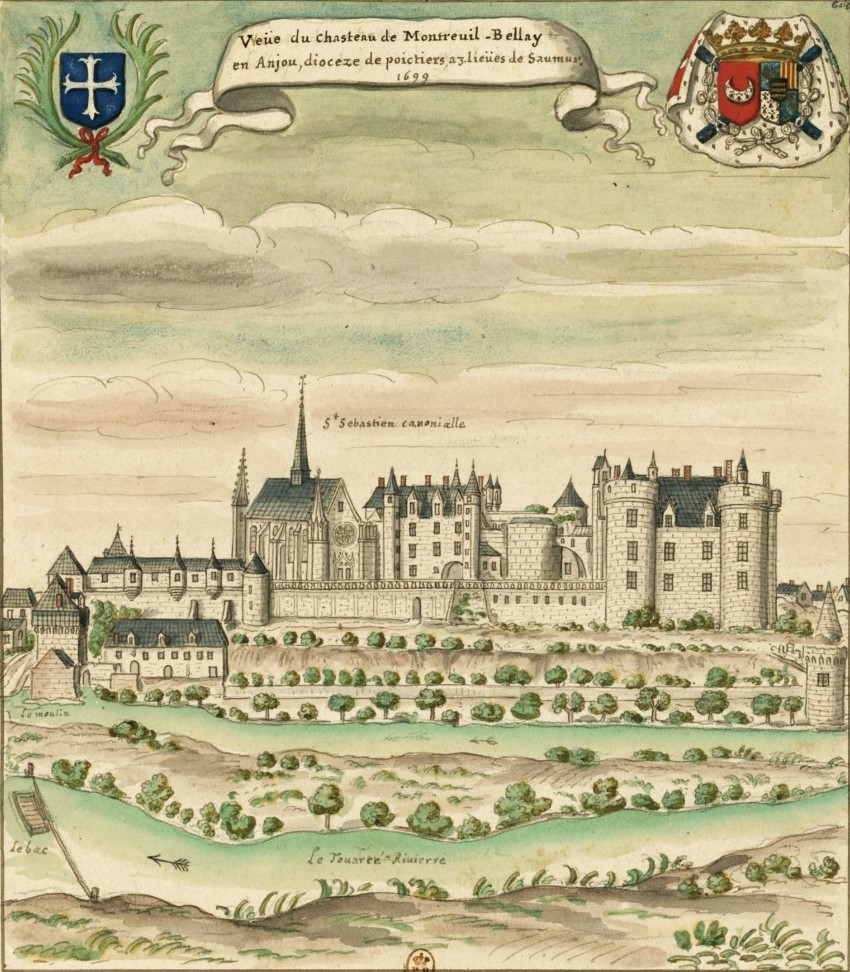
Vue du château de Montreuil-Bellay du côté du Thouet, en 1699 (collection Gaignières). On voit la galerie d'agrément à gauche, le Logis nef à droite, au centre la collégiale avec à sa droite le Logis vieux, puis le bâtiment appelé le Logis des chanoines derrière la tour maîtresse. Devant le château, le Boille avec à sa droite la tour du Boille, le moulin Monseigneur à gauche et les écuries Monseigneur devant la galerie d'agrément.

1. il entreprend de construire le Logis vieux qui comprend deux ailes en équerre placées contre les remparts à l'est, près de l'entrée du château. Le bâtiment a été construit en trois phases. L'aile orientale en 1445/1446, puis l'aile occidentale en 1451/1452, enfin le châtelet d'entrée avec ses deux tours en 1457/1458 en avant de l'ancienne porte et la tour du XIIIe siècle. Le châtelet d'entrée de trois étages comprenait des appartements de prestige qui ont pu être habités par Guillaume d'Harcourt et Yolande de Laval d'après les armes qu'on peut voir dans l'escalier à vis qui permettait d'y accéder. Les dispositions intérieures ont été modifiées par l'architecte Henri Enguehard dans les années 1970.
2. la vieille cuisine voûtée d'ogives qui a été transformée en écurie avant 1760[23],[note 2].
3. le boulevard devant le châtelet d'entrée, aussi appelé la barbacane. Ce boulevard  faisant en plan un cercle de 21,50 m de diamètre était prévu pour recevoir de l'artillerie. Il a probablement été construit entre 1460 et 1470.
4. le Logis neuf face au Thouet. Un seul corps de logis rectangulaire a été réalisé. Il était couvert en 1475, ce qui doit marquer sa date d'achèvement au moins partielle. Il est flanqué de trois tours et d'un escalier à vis d'apparat. Les deux tours face au Thouet sont nouvelles. La troisième tour englobe une des tours de l'enceinte du XIIIe siècle. Une petite aile perpendiculaire à ce bâtiment élevée contre l'enceinte contient deux oratoires superposés. Le corps de logis a été construit au-dessus de caves. Une seconde aile était prévue qui n'a pas été construite. Le rez-de-chaussée comprend une grande salle et une grande chambre donnant accès à la chambre seigneuriale située dans la tour nord-ouest et à un oratoire. La disposition des pièces au premier étage n'est pas connue car elle a été modifiée au XIXe siècle. La grande salle a été divisée en appartements. Le rez-de-chaussée était probablement habité par Yolande de Laval et le premier étage par Guillaume d'Harcourt. L'oratoire du rez-de-chaussée est le seul à avoir reçu un décor peint et a été restauré en 1909 par Henri Magne. Le second étage était divisé en chambres.
5. la galerie d'agrément située contre la rempart du XIIIe siècle côté Thouet, à l'est, comme on peut le voir sur la gravure réalisée en 1699 par Louis Boudan pour la collection Gaignières. Un escalier à vis permettait d'y accéder.
6. le bâtiment appelé « logis des chanoines » ou offices avec l'étuve. Le bâtiment en équerre à deux niveaux construit contre le rempart entre les cuisines et le Logis neuf. Les salles sont desservies par quatre escaliers à vis placés dans des tourelles coiffées en poivrière. le bâtiment n'a pris l'appellation Logis des chanoines qu'au XIXe siècle. Dans la description du château faite en 1760 ce bâtiment est appelé offices. Il devait y avoir des offices au rez-de-chaussée communiquant avec une chambre au premier étage. Les deux premières salles basses du côté des cuisines servaient d'entrepôt des vivres pour les cuisines. À l'extrémité du logis, près du Logis neuf a été construite une étuve. La chambre de chauffe se trouvant au rez-de-chaussée. La quatrième tour près du Logis neuf permettait l'accès à la chambre chaude et humide de l'étuve établie en entresol au-dessus de l'hypocauste.
7. la collégiale Notre-Dame à l'emplacement de l'ancienne chapelle castrale. C'est en 1472 que Guillaume IV d'Harcourt demande au pape Sixte IV l'obtention d'indulgences pour financer la construction de l'église. À la mort de Guillaume d'Harcourt, seule la partie est est terminée. Les travaux sont continués par Jeanne d'Harcourt. Elle a été terminée dans les années 1490. L'église a été cédée à la commune au XIXe siècle.
8. la tour maîtresse a été découronnée de son premier étage.
9. les écuries Monseigneur.

Charles VII a séjourné dans le château en 1437, Charles VIII, en 1488 et 1490. Louis XI y a séjourné au cours de ses visites à la collégiale Notre-Dame du Puy-Notre-Dame.

### Montreuil-Bellay aux Orléans-Longueville
Henri II d'Orléans-Longueville (6 avril 1595 – 11 mai 1663) se marie en 1617 avec Louise de Bourbon, Mademoiselle de Soissons (2 février 1603 - 9 septembre 1637) dont il a Marie d'Orléans-Longueville (5 mars 1625 - 16 juin 1707). Henri II d'Orléans-Longueville se remarie en 1642 avec Anne-Geneviève de Condé, Mademoiselle de Condé (1619 – 1679), sœur du grand Condé, célèbre frondeuse. Elle est exilée à Montreuil-Bellay en 1653.
Louis XIII a séjourné au château en 1618.

### La baronnie de Montreuil-Bellay aux Cossé-Brissac
Puis la baronnie et le château sont acquis en 1662-1664 par Charles de la Porte, maréchal de La Meilleraye, et sa femme Marie de Cossé-Brissac († 1710 ; petite-fille du 1er duc de Brissac, Charles II de Cossé) : c'est donc la fin des seigneurs héréditaires de Montreuil-Bellay. Le petit-neveu de cette dernière, Charles-Timoléon-Louis de Cossé-Brissac (1693-1732), 6e duc de Brissac, hérite, et sa fille Catherine-Françoise-Charlotte de Cossé-Brissac (1724-guillotinée le 4 thermidor an II (22 juillet 1794) ; épouse en 1737 de Louis de Noailles), est titrée baronne de Montreuil-Bellay.

### La baronnie de Montreuil-Bellay aux La Trémoille
Lors de la Révolution française, le seigneur de Montreuil-Bellay, Jean-Bretagne-Charles-Godefroy de La Trémoille (1737-1792), dernier baron de Montreuil-Bellay, reste fidèle au roi Louis XVI (les La Trémoïlle avaient acquis Montreuil-Bellay en 1756).
Le château est saisi en 1792 et transformé en prison pour femmes royalistes.

### Après la Révolution
Après l'époque révolutionnaire, le château est vendu comme bien national le 6 thermidor an IV (24 juillet 1796) pour 74 699 livres à Augustin Glacon, négociant à Angers. Les La Trémoille recouvrent la propriété en 1815 mais devant les dépenses à engager pour le restaurer, ils le vendent en 1822 à Jean Niveleau, commerçant à Saumur. Sa fille Marie-Augustine Niveleau devient par mariage baronne Millin de Grandmaison.
La tour maîtresse a été détruite avant 1840. Les Grandmaison demandent à l'architecte Charles Joly-Leterme de mener la restauration du château en 1860.
Les propriétaires lèguent le château à leur neveu Georges de Grandmaison (1865-1943) en 1890, maire de la cité en 1892, député en 1893 puis sénateur en 1933 ; suivi par son fils Robert de Grandmaison (1896-1982).
Le château appartient à la famille de Thuy (la fille de Robert, Chantal de Grandmaison (1927-2000), ayant épousé Xavier Brasier de Thuy). Leur fille Marie-Guilhem De Valbray, née De Thuy, est aujourd'hui la propriétaire du château.

## Protection
Le château fut remanié aux XIe, XIIIe, XIVe et XVIIe siècles, et classé au titre des monuments historiques par arrêté du 18 juin 1979. Les anciennes écuries et greniers sont eux inscrits par arrêté du 12 février 2019 puis classé par arrêté du 28 février 2022.

## Description
Le bâtiment des cuisines, indépendant jusqu'au XVe siècle afin d'éviter les risques d'incendie, est relié à cette époque au logis par une galerie couverte.

### Mobilier
Parmi les tableaux anciens ornant les pièces meublées visitables figure un double portrait de musiciens attribuable au peintre Alexis Grimou (salon de musique).